# Pavel Durov
Pavel Valerievitch Durov (em russo: Павел Валерьевич Дуров; Leningrado, 10 de outubro de 1984) é um programador e empreendedor francês são-cristovense, nascido russo, conhecido por ter fundado a rede social VK e o famoso serviço de mensagens instantâneas Telegram.
É referido como o "Mark Zuckerberg da Rússia" por ter criado o VK ou VKontakte (significado "em contato"), a maior plataforma interativa da internet russa, também conhecida como Runet, além de ser o site mais popular na Bielorrússia, o terceiro na Ucrânia, o quinto no Cazaquistão, e o 26.º em nível global, com valor de mercado estimado em 1,5 bilhões * de dólares.

## Família
É irmão mais novo do matemático Nikolai Durov, o qual foi vencedor da Olimpíada Internacional de Matemática e bicampeão mundial em programação. Os seus pais são Albina Durova e o professor de Filologia da Universidade Estatal de São Petersburgo Valery Durov. O seu avô Semyon Petrovich Tulyakov foi combatente na Grande Guerra Patriótica e participou de batalhas na linha de frente em Leningrado. Por seus serviços ele foi condecorado com a Ordem da Estrela Vermelha, mas após o fim do conflito ele sofreu repressão por parte do governo.

## Biografia
Pavel Durov nasceu em Leningrado, atual São Petersburgo, em 10 de outubro de 1984, mas passou parte da infância em Turim na Itália, onde seu pai lecionou por vários anos. No regresso ao seu país de origem, Pavel entrou para o Ginásio Acadêmico, no qual os alunos estudam de maneira aprofundada ciências e línguas estrangeiras. Durov aprendeu a codificar na infância, e usou o seu conhecimento em programação para invadir o sistema da escola e inserir na tela de boas-vindas um insulto dirigido a um professor de ciência da computação por ele detestado, este professor o privou várias vezes de ter acessos aos computadores, porém Pavel quebrou as senhas todas as vezes.
Em 2002, Durov ingressou na Faculdade de Filologia da Universidade de São Petersburgo. As suas contribuições acadêmicas levaram-o a ser premiado várias vezes com bolsa de estudos. Ele criou sites como Durov.com e Spbgu.ru cujo objetivo era melhorar a qualidade da vida acadêmica. Os projetos consistiam em uma biblioteca eletrônica e fórum para debates entre os universitários. Em 2005, ele especializou-se em “Propaganda e guerra psicológica” pelo Departamento de Treinamento Militar da universidade, e tornou-se tenente reservista.
Em 2006 graduou-se em filologia da língua inglesa e tradução. No mesmo ano fundou, junto com o irmão Nikolai Durov, o VKontakte, rede social em língua russa nos moldes do Facebook. A plataforma virtual tornou-se popular e atualmente é usada por cerca de 350 milhões pessoas ao redor do mundo.
Em dezembro de 2011 ocorreram na Rússia protestos considerados como os maiores enfrentados pelo presidente Vladimir Putin. Milhares de pessoas, entre os quais a chamada "geração VK", foram as ruas protestar contra o resultado das eleições parlamentares ocorridas semanas antes. O serviço de segurança federal, o FSB, solicitou que Durov excluísse páginas de grupos oposicionistas. O VKontakte era usado para coordenar manifestações lideradas pelo ativista político Alexei Navalny. Em resposta, Pavel postou a foto de um cachorro de língua para fora ao lado de um link que redirecionava para o pedido do FSB. Dias depois uma equipe da SWAT apareceu em sua residência. Através de um monitor ele pôde ver que os oficiais estavam fortemente armados e tentavam entrar a força. Durov optou por não abrir a porta e a força policial foi embora depois de uma hora.

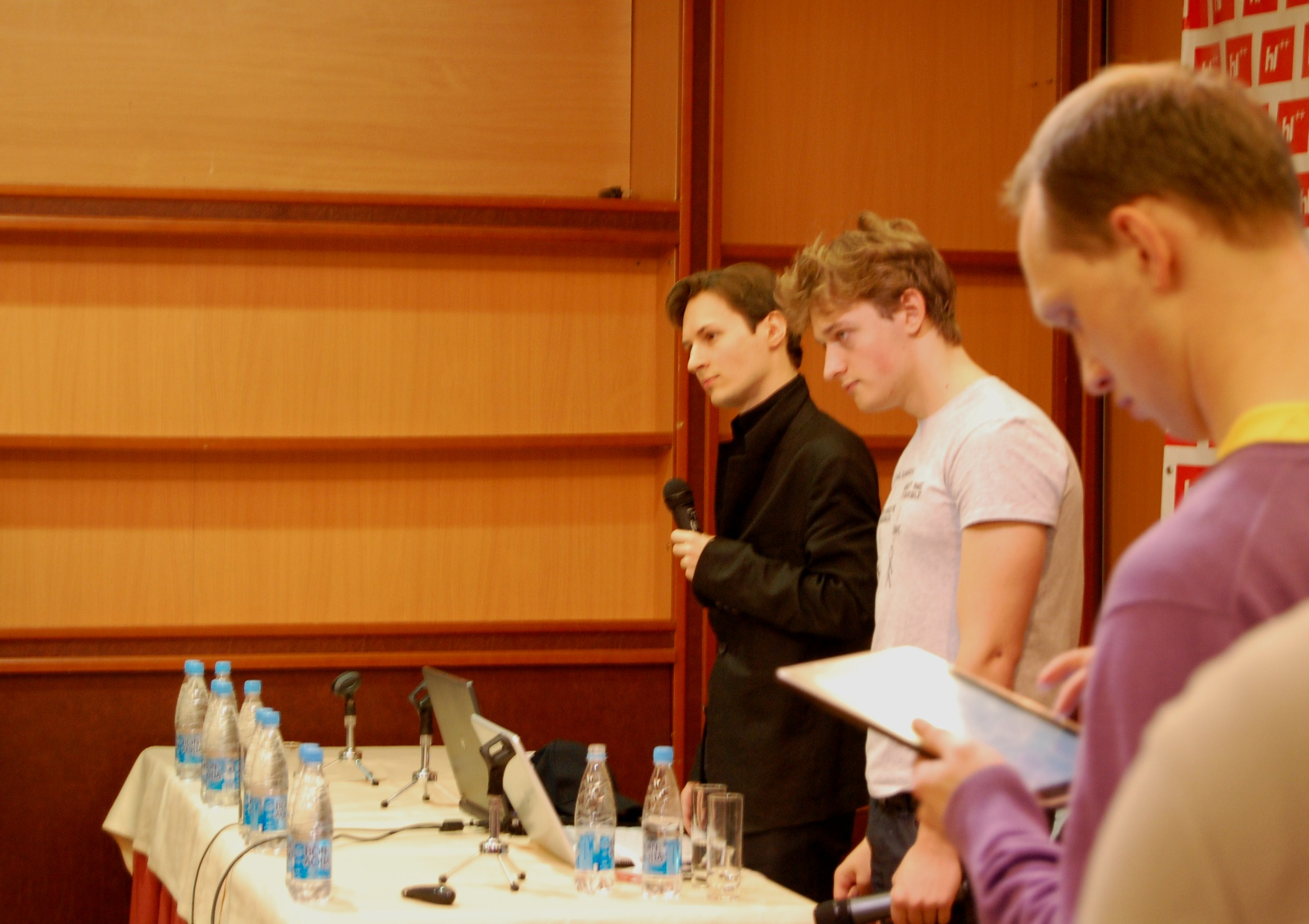
Pavel Durov (de preto) numa conferência em Moscou, 2010

Após o governo russo conceder, em 2013, asilo ao ex-administrador de sistemas da Agência Nacional de Segurança e da CIA, Edward Snowden, Pavel Durov ofereceu-lhe emprego como desenvolvedor de software de segurança em sua empresa. Durov perdeu o controle do VKontakte para a empresa russa de tecnologia Mail.ru, a qual possui ligações com o Kremlin. Ele postou uma foto, com o dedo do meio erguido, dedicada aos novos acionistas. No mesmo ano, Durov foi acusado de atropelar um policial em Moscou. Ele negou o incidente e disse não saber dirigir. As autoridades solicitaram que fosse a delegacia prestar depoimento. Diante do seu não comparecimento, a polícia invadiu o escritório do VK a sua procura, mas ele já havia saído do país. Meses depois, Durov vendeu os 12% de ações da empresa que lhe restavam e deixou o comando da rede social em definitivo.
Em 2014, Pavel Durov afirmou em entrevista para o website especializado em tecnologia TechCrunch que “Infelizmente na Rússia é impossível manter empresas de Internet. Eu temo que não há como voltar atrás. Especialmente depois que me recusei publicamente a cooperar com as autoridades." Durov disse ainda que “Agora estou muito feliz, vivendo sem qualquer propriedade e sendo cidadão do mundo.” Em 2014 ele adquiriu cidadania são-cristovense após investir na economia de São Cristóvão e Nevis e em 2021 se tornou também cidadão francês.
Em 2018, a revista Forbes estimou sua fortuna pessoal em 1.7 bilhão de dólares.

## Telegram

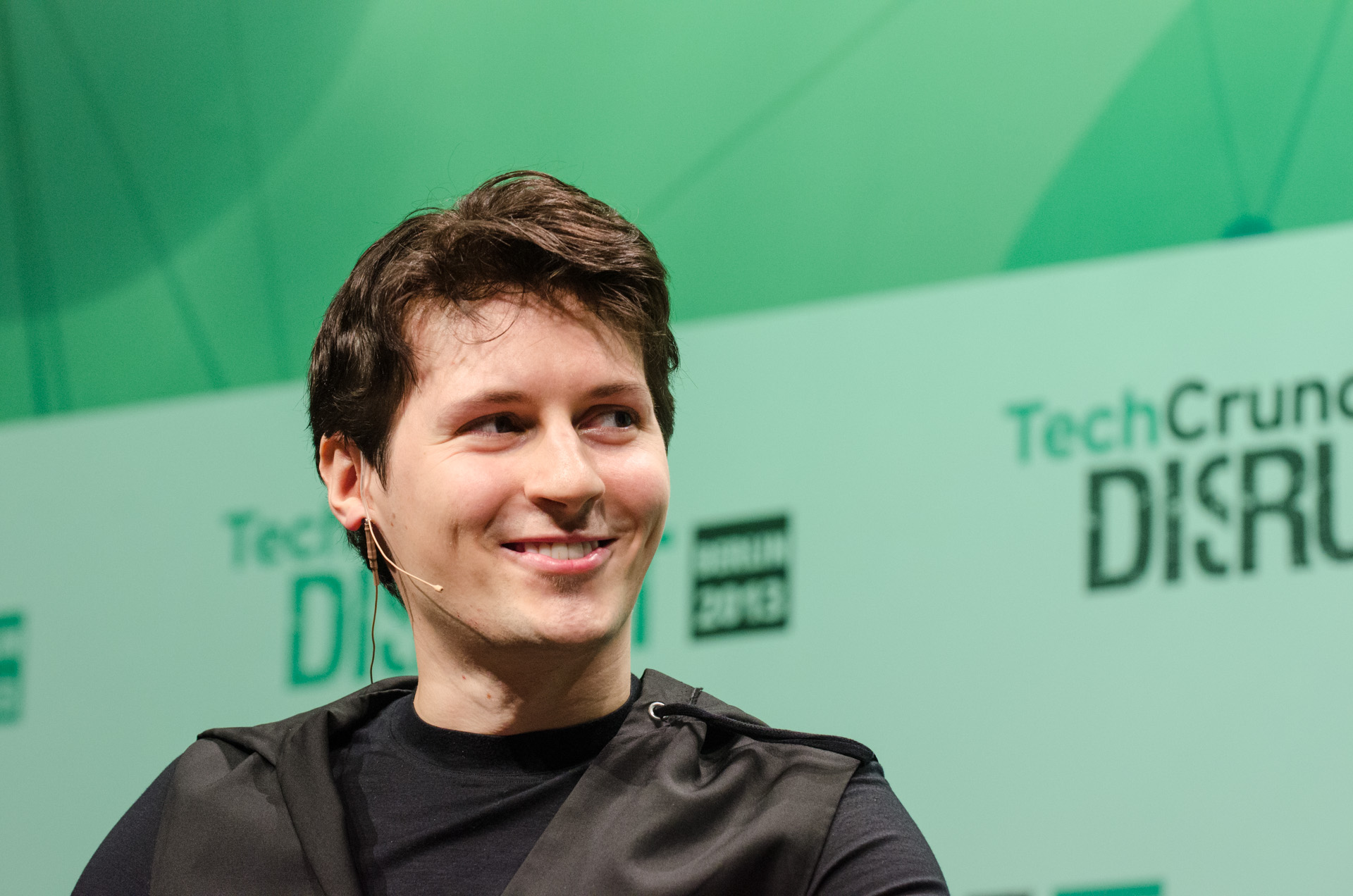
Pavel Durov em evento de tecnologia em Berlim, 2013

Após deixar a Rússia, Pavel Durov e seu irmão criaram uma nova empresa com sede em Buffalo, Nova York, cujos funcionários eram os mesmos do VKontakte. O projeto deu origem ao Telegram, serviço de mensagens instantâneas criptografado que impede que terceiros, especialmente governos, tenham acesso as atividades e dados dos usuários. Em agosto de 2013, o Telegram foi anunciado ao público. Em novembro tinha um milhão de usuários. Em entrevista ao The New York Times, Pavel declarou que a ideia do aplicativo surgiu em 2011, quando as forças especiais russas tentaram invadir sua casa. Ele percebeu que não havia uma maneira segura de se comunicar com o irmão.
As particularidades do Telegram levaram a China a bloqueá-lo em seu território. Em 2015 algumas autoridades russas solicitaram o bloqueio do aplicativo depois que foi relatado que os responsáveis pelo atentado terrorista em Paris usaram-no para se comunicar. Os canais públicos do Telegram, cujas mensagens atingem um público amplo, foram apontados como veículo de recrutamento e propaganda do Estado Islâmico. Por medida de segurança, Pavel Durov excluiu comunidades usadas por grupos extremistas. Por outro lado, o Telegram, usado pelo Papa Francisco, é utilizado e elogiado por grupos de direitos humanos os quais argumentam que a plataforma virtual permite que cidadãos de países com leis repressivas quanto à liberdade de expressão ou que exerçam controle sobre a mídia possam se comunicar livremente.
Sobre o banimento do aplicativo em alguns países, Pavel Durov declarou que: "Quanto ao Telegram, o projeto nunca compartilhou, nem irá, dados pessoais dos usuários ou seus códigos de criptografia. O mensageiro é popular entre milhões de pessoas em vários países, e bloqueios não afetarão a política de privacidade." Durov mantém o Telegram com um milhão de dólares mensais retirados de recursos próprios, pois o aplicativo não gera receita. Em 2016, Durov organizou uma festa em Barcelona para comemorar os 100 milhões de usuários mensais do aplicativo. Em 2018, noticiou-se que Durov e sua equipe estavam estabelecidos em Dubai, nos Emirados Árabes.

## Visões
Durov é libertário, abstêmio e vegetariano. Durov afirma ter um estilo de vida ascético e promove a liberdade de bens pessoais. Em seu vigésimo sétimo aniversário em 2011 ele doou um milhão de dólares para a Wikimedia Foundation. Em 2012, publicou manifestos detalhando suas ideias sobre como melhorar a Rússia.

## Vida pessoal
Durov não é casado e mora em Dubai, foi naturalizado francês em agosto de 2021 e agora tem cidadania da União Europeia. Em abril de 2021, recebeu a cidadania dos Emirados Árabes Unidos. Desde 2010, ele foi pai de mais de 100 filhos através da doação de esperma em 12 países.

## Detenção
Durov foi detido em 24 de agosto de 2024 por funcionários do escritório antifraude da França, ligado à alfândega francesa, no aeroporto Le Bourget, nos arredores de Paris, imediatamente após sair de seu jato particular. A detenção de Durov baseou-se num mandado de detenção emitido pela Polícia Judiciária Nacional Francesa como parte de uma investigação preliminar. Durov é também suspeito de cumplicidade em diversos crimes.
Durov é suspeito não apenas de cumplicidade, mas também de não realizar nenhuma ação em seu aplicativo Telegram, onde crimes graves, incluindo tráfico de drogas, crimes contra crianças e fraudes, ocorrem com frequência. A detenção de Durov ocorreu após sua chegada à França vinda do Azerbaijão. Se as suspeitas forem judicialmente comprovadas, ele poderá ser condenado numa pena até 20 anos de prisão. Diz-se que Durov já havia evitado viajar para a Europa devido a potenciais riscos legais.
Os relatórios também indicam que Durov estava na lista de indivíduos procurados pelas autoridades francesas, e a sua prisão deveu-se à sua falta de cooperação com autoridades judiciais, incluindo questões relacionadas com as atividades do Telegram. Segundo a polícia francesa, a atividade criminosa no Telegram transcorreu sem restrições devido à falta de moderadores.
Em 27 de agosto, o governo russo criticou a detenção do fundador do Telegram, Pavel Durov, e disse que o episódio levou as relações entre Rússia e França ao "nível mais baixo".
Em 28 de agosto, Durov foi indiciado em todas as 12 denúncias apresentadas pela promotoria da França, solto mediante pagamento de fiança de 5 milhões de euros e proibido de deixar o território francês enquanto o julgamento não for concluído.